# Yane Marques
Yane Márcia Campos da Fonseca Marques (Afogados da Ingazeira, 7 gennaio 1984) è una pentatleta brasiliana, vincitrice di una medaglia di bronzo ai Giochi olimpici di Londra 2012.

## Palmarès
- Giochi olimpici:

Londra 2012: bronzo nell'individuale.
- Mondiali:

Kaohsiung 2013: argento nell'individuale.
- Giochi panamericani:

Rio de Janeiro 2007: oro nell'individuale.
Guadalajara 2011: argento nell'individuale.